# 栋河
栋河（法語：Don，法語發音：[dɔ̃] ⓘ）是法國的河流，位於該國西部布列塔尼大區，屬於維萊訥河的支流，河道全長119公里，流域面積620平方公里，平均流量每秒3.77立方米，河畔城鎮有让斯。

## 外部連結
- http://www.geoportail.fr （页面存档备份，存于）